# Кінеф
Кінеф, іноді Кінеф Хіосський (дав.-гр. Κύναιθος/Κίναιθος) — рапсод, кіклічний поет з острова Хіос, належав до роду Гомеридів. Іноді Кінефові приписуються, так звані, Гомерівські гімни, присвячені Аполлону.
Головне джерело інформації про життя та творчість Кінефа «Схолія» Піндара. Це свідчить про популярність школи Кінефа серед Гомеридів, досить імовірним видається додавання фрагментів, складених Кінефом, до гомерівських поем «Іліади» та «Одіссеї». Більшість дослідників також вважають його автором Гомерівських гімнів.
Кінеф першим декламував поеми Гомера в Сиракузах впродовж 69-х Олімпійських змагань 504—501 до н. е. Раніше дати викликало багато суперечок, оскільки вважалось, що поеми Гомера стали відомими в Сіракузах набагато раніше. Проте дати 504—501 років до н. е. добре пов'язуються із датою створення Гомерівських гімнів, а саме 522 до н. е.
Втім Євстафій Солунський прямо вказує на Кінефа як першого поширювача поем Гомера, а також «коваля Гомерівських віршів».